# Île de Bouche
L'île de Bouche est une île de la Seine située dans la commune de Moisson dans le nord-ouest des Yvelines.
Située dans une boucle de la Seine, non loin de La Roche-Guyon. Sa longueur varie sur un axe nord-ouest sud-est de 1 km à 2,5 km, suivant que l'on ne prend en compte que l'île stricto sensu jusqu'à un bras mort qui la sépare d'une autre île à l'est, longue et étroite bande boisée. L'île de Bouche n'est séparée de la rive nord et ses contreforts de craie que par un petit bras du fleuve de 30 à 50 mètres de largeur (marquant la limite avec la commune de Haute-Isle mais aussi avec le département du Val-d'Oise). À l'ouest et au sud-ouest, un autre petit bras la sépare de l'île de Haute-Isle et d'un îlot boisé, tandis qu'au sud, le bras principal la sépare de la rive sud et sa plaine alluviale avec une largeur variant de 100 à 200 mètres.
L'île est accessible uniquement par bateau. Très peu construite et très boisée, elle abrite un restaurant.
L'île apparait sur un tableau de Claude Monet Vue de Vétheuil, qui a peint plusieurs tableaux à partir de son bateau atelier sur ce coin de Seine.